# 少叶野木瓜
少叶野木瓜（学名：Stauntonia oligophylla）为木通科野木瓜属的植物，为中国的特有植物。分布于中国大陆的海南等地，生长于海拔500米至800米的地区，多生在山地山谷杂木林中，目前尚未由人工引种栽培。